# Downset
Downset – amerykański zespół grający muzykę rapcore oraz hardcore punk.

## Muzycy
Skład zespołu
- Rey Oropeza – wokal
- Ares Schwager – gitara
- Rico Villasenor – gitara basowa
- Chris Lee – perkusja

Byli członkowie zespołu
- Don Ward – gitara
- Rogelio Lozano – gitara
- Andrew Klein – gitara
- James Morris – gitara basowa
- Chris Hamilton – perkusja

## Dyskografia
- Unity Is Strength (As Social Justice, 1989)
- I Refuse To Lose (Also as Social Justice, EP, 1989)
- Our Suffocation (EP, 1994)
- downset. (1994)
- Do We Speak A Dead Language? (1996)
- Check Your People (2000)
- Cold Blue Coma (EP, 2000)
- Universal (2004)
- One Blood (2014)[1]
- Maintain (2022)[2]